# (17241) Wooden
(17241) Wooden (2000 EM126) – planetoida z grupy pasa głównego asteroid okrążająca Słońce w ciągu 4,2 lat w średniej odległości 2,6 j.a. Odkryta 11 marca 2000 roku.